# Aleksandr Ziloti
Aleksandr Ziloti, también conocido como Alexander Siloti y con nombre completo Aleksandr Ilich Ziloti, (en ruso: Александр Ильич Зилоти) (9 de octubre de 1863, cerca de Járkov, Imperio ruso - 8 de diciembre  de 1945, Nueva York, Estados Unidos) fue un pianista, director de orquesta y compositor ruso.

## Biografía
Aleksandr Ilich Ziloti nació el 9 de octubre de 1863 en una finca de su padre cercana a Járkov (Ucrania, entonces parte del Imperio ruso). Estudió piano en el Conservatorio de Moscú con Nikolái Zvérev desde 1871 y desde 1875 con Nikolái Rubinstein; desde ese año también estudió contrapunto con Serguéi Tanéyev, armonía con Piotr Ilich Chaikovski y teoría con Nikolái Hubert. Se graduó con Medalla de Oro en Piano en 1881. Trabajó con Franz Liszt en Weimar entre los años 1883 y 1886, cofundó el Liszt-Verein en Leipzig y allí tuvo lugar su debut profesional el 19 de noviembre de 1883. Volvió a su país natal en 1887, impartió clases en el Conservatorio de Moscú, donde tuvo como alumnos a Aleksandr Goldenweiser, Leonid Maksímov y su primo Serguéi Rajmáninov. En ese periodo comenzó su obra como editor de Chaikovski, particularmente de los Conciertos Primero y Segundo.
Dejó el Conservatorio en mayo de 1891, desde 1892 hasta 1900 vivió y realizó una gira por Europa. También visitó Nueva York, Boston, Cincinnati y Chicago en 1898. Fue en estos viajes cuando introdujo el Preludio en do sostenido menor de Rajmáninov en Occidente. Fue el director del estreno mundial del Concierto para piano n.º 2 del compositor ruso en 1901. Desde 1901 a 1903, Ziloti dirigió la Filarmónica de Moscú; entre 1903 y 1917 organizó, financió y dirigió los influyentes Conciertos Ziloti en San Petersburgo, en el que gran parte de las obras se habían hecho famosas por el crítico y musicólogo Alexander Ossovsky. Presentó a Leopold Auer, Pau Casals, Fiódor Ivánovich Shaliapin, George Enescu, Józef Hofmann, Wanda Landowska, Willem Mengelberg, Felix Mottl, Arthur Nikisch, Arnold Schönberg y Felix von Weingartner, y los estrenos locales y mundiales de Debussy, Elgar, Glazunov, Prokófiev, Rajmáninov, Rimski-Kórsakov, Skriabin, Sibelius, Stravinski y otros. Serguéi Diáguilev escuchó por primera vez a Stravinski en un Concierto Ziloti.
En la generación anterior a 1917, Ziloti fue uno de los artistas rusos más importantes y compositores como Arenski, Liszt, Rajmáninov, Stravinski y Chaikovski le dedicaron obras. En 1918, Ziloti fue nombrado Intendente en el Teatro Mariinski, pero a finales del año siguiente huyó de la Rusia soviética a Inglaterra y se estableció finalmente en Nueva York en diciembre de 1921. Desde 1925 hasta 1942 impartió clases en la Juilliard Graduate School, interpretando ocasionalmente en recitales y, en noviembre de 1930, dio un concierto íntegro de obras de Liszt con Arturo Toscanini. Entre sus alumnos privados se encontraban Marc Blitzstein, Gladys Ewart y Eugene Istomin.
Falleció el 8 de diciembre de 1945 en Nueva York.

## Obras
Ziloti compuso cerca de 200 arreglos y transcripciones para piano y ediciones orquestales de Bach, Beethoven, Liszt, Chaikovski y Vivaldi. Posiblemente su transcripción más famosa sea el Preludio en si menor, basado en el Preludio en mi menor de Bach. Ziloti también realizó 8 rollos de pianola y 26 minutos de discos de corte casero.